# Amateur
Ein Amateur (französisch, von lateinisch amator ‚Liebhaber‘) ist eine Person, die – im Gegensatz zum Profi – eine Tätigkeit aus Liebhaberei ausübt, ohne einen Beruf daraus zu machen bzw. Geld für ihre Leistung zu erhalten. Beide Begriffe bieten Anlass für Kritik. Ein Amateur ist meist ein Laie (griech. λαός laós ‚Volk‘ über λαϊκός laikós ‚zum Volk gehörig‘ und kirchenlateinisch laicus der ‚(kirchliche) Laie‘). Viele Amateure sind für ihre Tätigkeit nicht formal ausgebildet, im Unterschied zur Fachkraft („der im Fachgebiet ausgebildeten“).
Die Begriffe Laie und Amateur sagen im Einzelfall wenig über die Sachkenntnis aus, die durchaus professionelles Niveau haben kann. Dagegen wird der Begriff „amateurhaft“ abwertend im Sinne von „nicht auf professionellem Niveau“ gebraucht. Aus diesem Grund wird zur Beschreibung einer zwar als Amateur ausgeübten, aber dennoch als professionell anzusehenden Leistung häufig der Begriff der „Semi-Professionalität“ verwendet.

## Kommunikation
Die Entwicklung von Basisfähigkeiten der Kommunikation ist eine grundlegende Anforderung für jeden Menschen im Rahmen seiner beruflichen Entwicklung. In diesem Bereich haben sich Begriff wie Zwischenmenschliche Kommunikation, Experten-Laien-Kommunikation und öffentliche Kommunikation etabliert.
In letzterem Bereich ist es für Laien beispielsweise charakteristisch, dass sie die Systeme der Alltagspublizistik wie Public Relations, Propaganda, Werbung oder Journalismus nicht unterscheiden. Da das Publizistiksystem des Journalismus andere, konkurrierende Systeme der Alltagspublizistik, wie etwa Public Relations, unscharf und vielfach negativ darstellt, spiegelt sich dies in der öffentlichen Meinung wider.

## Musik

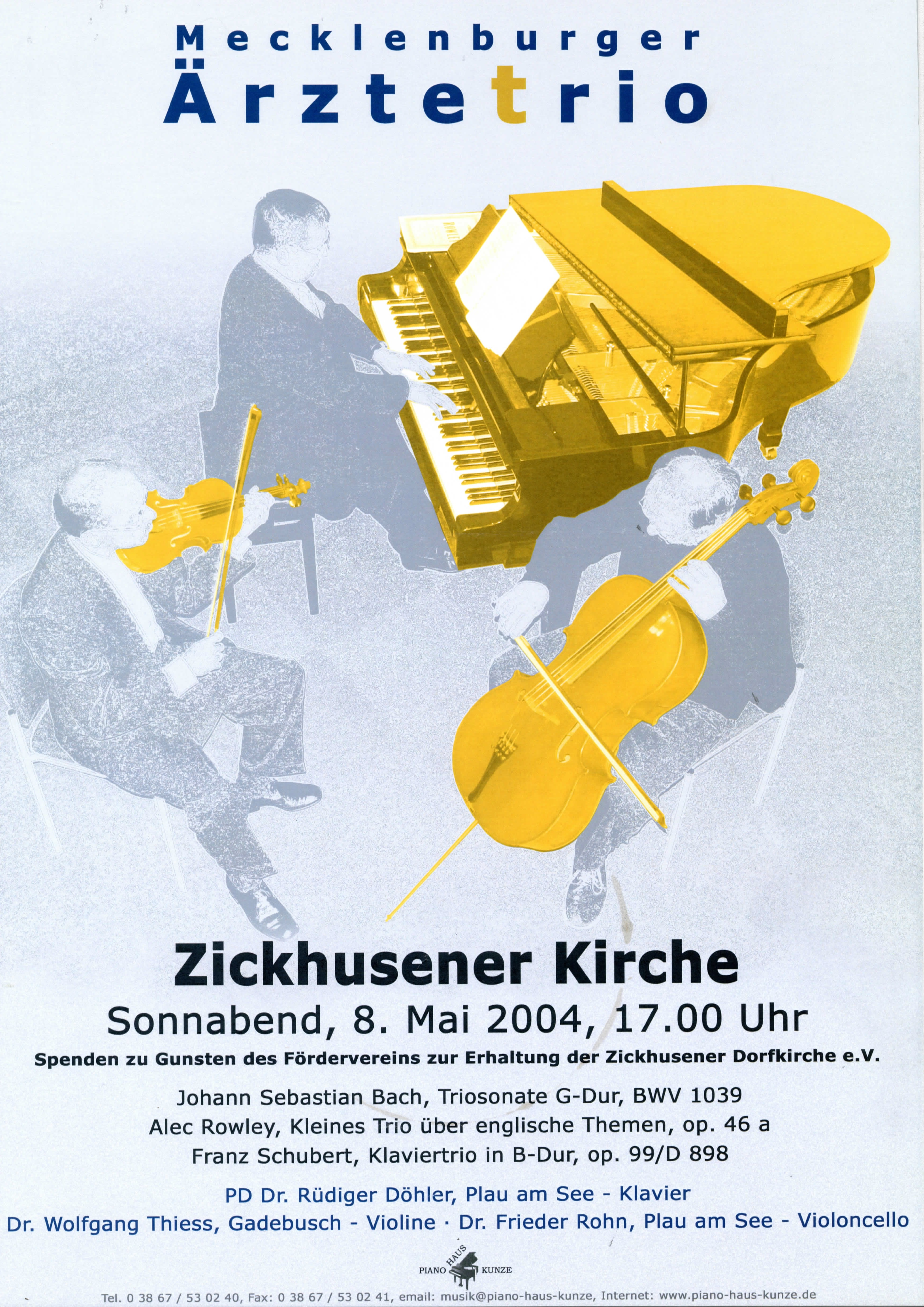
Mecklenburger Ärztetrio

Als Amateurmusik werden Musikaufführungen durch musikalische Laien verstanden, die, oft auf Grundlage von Ansätzen einer Instrumentenausbildung, vor einem Publikum vorgebracht werden, das sich des Amateurstatus der Aufführung bewusst ist. Der Erlebniswert scheint dem ästhetischen Wert meist übergeordnet. Abgrenzungen können zu den Begriffen Gebrauchsmusik, Angewandte Musik, Umgangsmusik, Laienmusik, kommerzielle Musik, Muzak, zum Beispiel Funktionale Musik, ausgemacht werden.
Die öffentliche Aufführung GEMA-pflichtiger Musik ist dort meldepflichtig und gibt zu Lizenzgebühren Anlass, ganz gleich, ob es sich um Aufführungen durch Amateure oder um Aufführungen durch Berufsmusiker handelt. Für Amateurmusik in Deutschland gibt es Förderrichtlinien, die sich an den Tätigkeiten entsprechender Vereine orientieren.

## Sport

### Allgemeines
Im Sport ist die Bezeichnung Amateur für Außenstehende häufig unscharf. Bereits mit der Einführung der Olympischen Spiele 1894 wurde der Versuch einer internationalen Vereinheitlichung vorgenommen: Der Amateurstatus war lange Zeit Voraussetzung für die Teilnahme an Olympischen Spielen. Auch bestimmte namhafte Tennisturniere wie etwa die Wimbledon Championships waren zunächst nur für Amateure zugelassen. Die Gründung von Spartenverbänden und Vereinen wie dem Verband Deutscher Tennislehrer (VDT) im Jahre 1911 führten zur Abgrenzung des Profisports. In vielen Sportarten kommt es zu Konflikten – insbesondere hinsichtlich der Zulassung zu Wettkämpfen. Erfolgreiche Amateure versuchen als Sportlehrer ihren Lebensunterhalt zu verdienen, wobei die Spanne zwischen Freiberuflern und fest Angestellten sehr groß ist. In den meisten Fußballmeisterschaften wird zwischen Vertragsamateuren und Vertragsprofis unterschieden. Einen Unterschied gibt es auch beim Gehalt. Ein Vertragsamateur hat entweder kein Gehalt oder eines, welches für den Lebensunterhalt zu niedrig ist, während Profis teilweise sehr hohe Gehälter beziehen.

### Fußball
Im deutschen Fußballsport wurden die zweiten Mannschaften der Vertrags- oder Lizenzvereine (bei den Männern) bis 2005 als „Amateure“ deklariert, obwohl viele Spieler längst ihren Lebensunterhalt zumindest teilweise durch den Sport finanzierten. In den Zeiten des Kalten Krieges führte der Amateur-Begriff in den sozialistischen Staaten zu Kritik im Westen (siehe auch: Staatsamateur). In Deutschland gibt es im Fußball nach wie vor drei Kategorien: Lizenz- und Vertragsspieler sowie Amateure. Die frühere Regel, nach der Lizenz- und Vertragsspieler ausschließlich in „ihren“ Ligen, jedoch nicht in unterklassigen (Amateur-)Mannschaften eingesetzt werden durften, ist in der DFB-Spielordnung prinzipiell, d. h. mit gewissen Einschränkungen für die unteren Mannschaften der Proficlubs, aufgehoben. Umgekehrt gibt es eine Beschränkung für die Zahl der (Vertrags-)Amateure, die in einem Meisterschaftsspiel der Profis eingesetzt werden dürfen.
Nach dem Urteil des Bundesfinanzhofs vom 23. Oktober 1992 können auch Amateurspieler als Arbeitnehmer eines Fußballvereins eingestuft werden. Geschieht dies, hat das zur Folge, dass ein betroffener Spieler die vom Verein gezahlten Gelder als Arbeitslohn nach § 19 Abs. 1 EStG versteuern müssen. Ob ein Amateurspieler als Arbeitnehmer einzustufen ist, ist im Einzelfall nach dem Gesamtbild der Umstände zu ermitteln.
Für eine Einstufung als Arbeitnehmer spricht, dass „ein Sportler im Zusammenhang mit seiner Betätigung Zahlungen erhält, die nicht unwesentlich höher liegen, als die ihm hierbei entstandenen Aufwendungen. Dann ist nämlich der Schluß gerechtfertigt, daß der Sport nicht mehr aus reiner Liebhaberei, sondern auch um des Entgelts willen betrieben wird“. Übersteigen also die Bezüge die tatsächlichen Aufwendungen (im Wesentlichen Reisekosten und Sportbekleidung inkl. Fußballschuhe), so spricht dies für ein Bestehen der Arbeitnehmereigenschaft. Ein weiteres Kriterium dafür ist die Weisungsgebundenheit: Ergeben sich aus der Vereinbarung zwischen dem Verein und dem Spieler Pflichten, wie z. B. die Pflicht zur Teilnahme an Spielen und am Training nach Weisungen des Vereins, so spricht dies ebenfalls für die Eigenschaft als Arbeitnehmer. Schließlich ist für diese Gesamtabwägung auch zu berücksichtigen, ob dem Spieler/der Spielerin – wie bei Arbeitnehmern üblich – eine Lohnfortzahlung auch im Falle einer Krankheit (bzw. einer Verletzung) geleistet wird. Eine solche Entgeltfortzahlung liegt beispielsweise vor, wenn dem Spieler eine monatliche Grundvergütung und nicht nur eine „Auflaufprämie“ gezahlt wird.

### Weitere Sportarten

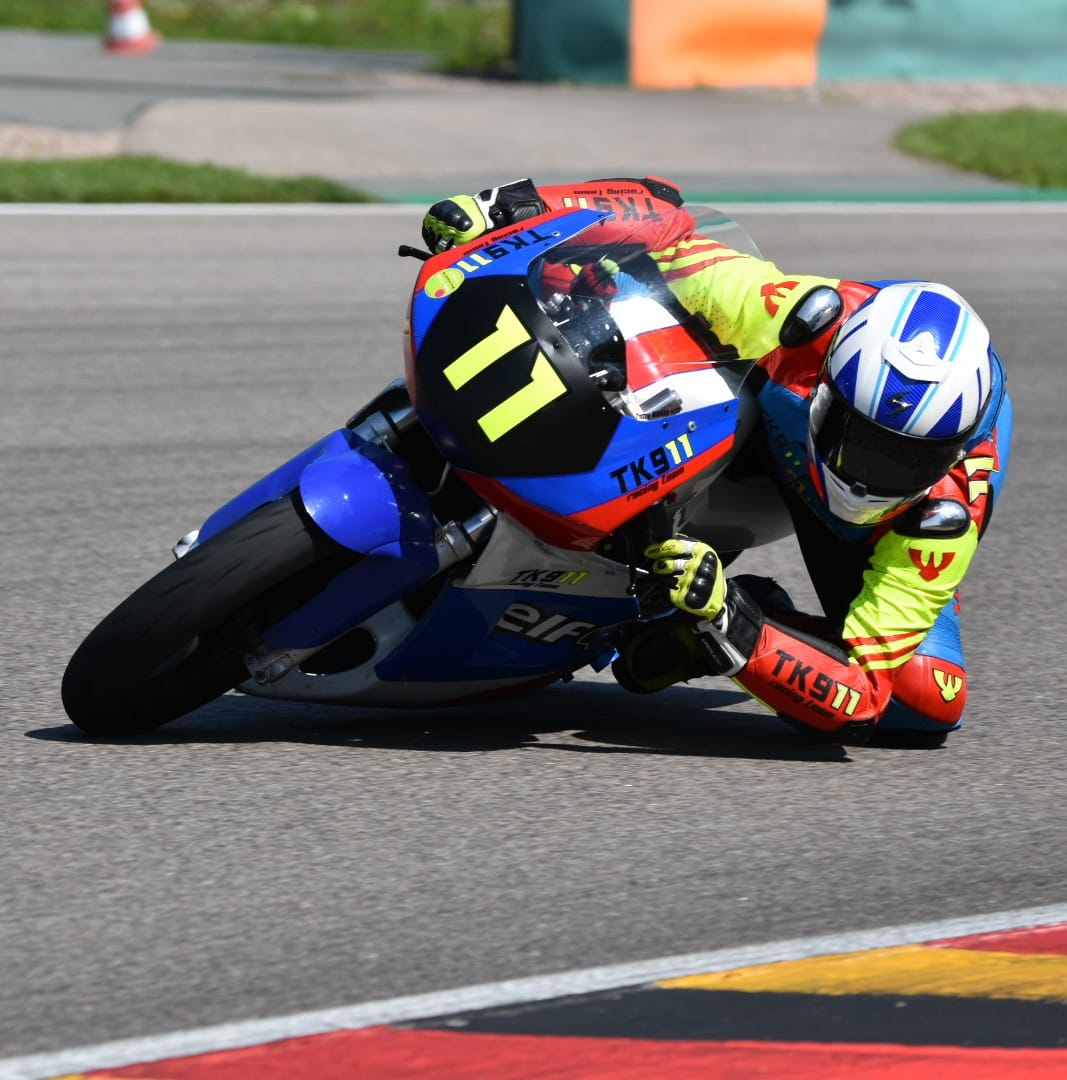
Amateurrennsportler beim MZ-Cup (Sachsenring 2020)

Im Tennis zeichneten sich bereits sehr früh Tendenzen zur Trennung zwischen Amateur- und Profisport ab. 1920 führte der internationale Tennisverband ILTF eine Regelung ein: Die Spieler konnten von nun an lediglich Ersatz für Reisekosten und Spesen bei Turnieren geltend machen und das zunächst auch nur für acht Wochen eines Jahres.
Während im Radsport die zuvor strikte Unterscheidung zwischen Amateuren und Profis in den 1990er-Jahren durch die Einführung der Einheitslizenz abgeschafft wurde, ist die Differenzierung in den nichtolympischen Sportarten Golf und Tanzen nicht immer möglich. Im Boxsport erkennt man bei dem olympischen Amateurboxen und dem Profiboxen aufgrund der stark abweichenden Wettkampfregeln und der vollständig getrennten Verbandsstruktur einen gravierenden Unterschied. Die Auffälligsten davon gibt es heute noch in den USA, wo es College-Sportlern verboten ist, aus dem Sport Nebeneinnahmen zu ziehen, wenn sie an Wettkämpfen der Hochschule teilnehmen wollen. Da sie hier von den z. T. sehr hohen Studiengebühren befreit sind und durch ein Stipendium Vollpension bekommen, kommt es hier zu einer Quersubvention der Sportarten mit wenigen Zuschauern durch die Zuschauersportarten. Da der College-Sport der Einstieg in eine lukrative Profikarriere sein kann, ist das Prinzip des College-Amateurs zwar umstritten, aber bisher (2013) hat es allen gerichtlichen Überprüfungen standgehalten.

## Theater
Auch im Bereich des Theaters und der Kleinkunst spielen engagierte Amateure eine bedeutende Rolle. Gerade in diesem Bereich werden jedoch oft Laien- mit Amateurbühnen vermischt bzw. verwechselt.

## Astronomie
Amateurastronomen können große Anerkennung erfahren.

## Funk
Im Bereich des Amateurfunkdienstes gilt, dass sich dessen Teilnehmer selbst eher als Funkamateure denn als Amateurfunker bezeichnen, um der erwähnten Abwertung durch den Begriff Amateur entgegenzutreten. Ersteres ist gleichzeitig der Begriff, den das deutsche Amateurfunkgesetz definiert. Auch Funkamateure tragen zur wissenschaftlichen Entwicklung, insbesondere im Bereich der Funktechnik bei. Viele von ihnen beschäftigen sich neben einer beruflichen Tätigkeit im Bereich der Funk- und Elektrotechnik zusätzlich mit Amateurfunk oder sind über dieses Hobby zu einer entsprechenden Profession gekommen.

## Pornografie
In der Pornografie bezeichnet „Amateur“ eine Person, die pornografische Darstellungen (u. a.) von sich selbst veröffentlicht (Internet, Printmedien). Suggeriert wird, dass „Amateurdarsteller“ damit keine primären finanziellen Interessen verfolgen. Auf gängigen „Amateurportalen“ werden die Medien jedoch durchaus monetarisiert und Ersteller vergütet. Im Unterschied zu professionellen Produktionen wird eine „authentischere“ Darstellung suggeriert. Die Konsumenten können mit den Akteuren häufig auch kommunizieren, fließende Übergänge zu Sexarbeit sind möglich.